# Anton Lande
Anton Lande (26. prosince 1869 Bečov – 6. března 1931 Bečov) byl rakouský politik německé národnosti z Čech, poslanec Českého zemského sněmu.

## Biografie
Působil jako statkář v Bečově na Mostecku. V roce 1890 se uvádí jako náhradník ve vedení Okresní zemědělské záložny. V roce 1907 je uváděn jako starosta Bečova.
Zapojil se i do vysoké politiky. Neúspěšně kandidoval za všeněmce ve volbách do Říšské rady roku 1907. V zemských volbách roku 1908 byl zvolen na Český zemský sněm, kde zastupoval kurii venkovských obcí, obvod Most, Horní Litvínov, Hora Svaté Kateřiny, Jirkov. Uváděl se tehdy jako kandidát Německé radikální strany, stoupenec Karla Hermanna Wolfa.